# Campeonato Mundial de Atletismo Júnior de 2010
O Campeonato Mundial de Atletismo Júnior de 2010 foi realizado em Moncton, no Canadá, entre 19 e 25 de julho, sob organização da Associação Internacional de Federações de Atletismo. O evento foi o quarto dos seis organizados pela IAAF programados para 2010.
Moncton foi escolhida sede em março de 2006. Com participação de 170 países, este foi o maior evento esportivo já realizado em uma província atlântica do Canadá.

## Medalhistas

### Masculino
| Evento                                 | Ouro                                                                          | Ouro       | Prata                                                               | Prata      | Bronze                                                                     | Bronze     |
| 100 m detalhes                         | JAM Dexter Lee                                                                | 10s21      | USA Charles Silmon                                                  | 10s23      | FRA Jimmy Vicaut                                                           | 10s28      |
| 200 m detalhes                         | JPN Shota Iizuka                                                              | 20s67      | BLR Aliaksandr Linnik                                               | 20s89      | CAN Aaron Brown                                                            | 21s00      |
| 400 m detalhes                         | GRN Kirani James                                                              | 45s89      | HUN Marcell Deák Nagy                                               | 46s09      | USA Errol Nolan                                                            | 46s36      |
| 800 m detalhes                         | KEN David Mutinda Mutua                                                       | 1:46.41    | USA Casimir Loxsom                                                  | 1:46.57    | USA Robby Andrews                                                          | 1:47.00    |
| 1500 m detalhes                        | KEN Caleb Mwangangi Ndiku                                                     | 3min37s30  | ALG Abderrahmane Anou                                               | 3min38s86  | QAT Mohammad Al-Garni                                                      | 3min38s91  |
| 5000 m detalhes                        | KEN David Kiprotich Bett                                                      | 13:23.76   | KEN John Kipkoech                                                   | 13:26.03   | MAR Aziz Lahbabi                                                           | 13:28.92   |
| 10000 m detalhes                       | KEN Dennis Chepkongin Masai                                                   | 27min53s88 | ETH Gebretsadik Abraha                                              | 28min03s45 | KEN Paul Kipchumba Lonyangata                                              | 28min14s55 |
| 110 m com barreiras (99 cm) detalhes   | FRA Pascal Martinot-Lagarde                                                   | 13.52      | NOR Vladimir Vukicevic                                              | 13.59      | GBR Jack Meredith                                                          | 13.59      |
| 400 m com barreiras detalhes           | TRI Jehue Gordon                                                              | 49s30      | JPN Takatoshi Abe                                                   | 49s46      | ISV Leslie Murray                                                          | 50s22      |
| 3000 m com obstáculos detalhes         | KEN Jonathan Muia Ndiku                                                       | 8:23.48    | KEN Albert Kiptoo Yator                                             | 8:33.55    | UGA Jacob Araptany                                                         | 8:37.02    |
| Revezamento 4x100 m detalhes           | USA Estados Unidos Michael Granger Charles Silmon Eric Harris Oliver Bradwell | 38.93      | JAM Jamaica Brandon Tomlinson Bernardo Brady Odane Skeen Dexter Lee | 39.55      | TRI Trinidad e Tobago Jamol James Sabian Cox Moriba Morain Shermund Allsop | 39.72      |
| Revezamento 4x400 m detalhes           | USA Estados Unidos Joshua Mance Errol Nolan David Verburg Michael Berry       | 3:04.76    | JAM Jamaica Japhet Samuel Tobi Ogunmola Jonathan Nmaju Salihu Isah  | 3:06.36    | GBR Grã-Bretanha Nathan Wake Dan Putnam Sebastian Rodger Jack Green        | 3:06.49    |
| Marcha atlética 10 km detalhes         | RUS Valery Filipchuk                                                          | 40min43s17 | CHN Cai Zelin                                                       | 40min43s59 | RUS Petr Bogatyrev                                                         | 40min50s37 |
| Lançamento de disco (1,75 kg) detalhes | LTU Andrius Gudžius                                                           | 63,78 m    | ROU Andrei Gag                                                      | 61,85 m    | AUS Julian Wruck                                                           | 61,09 m    |
| Lançamento de martelo (6 kg) detalhes  | USA Conor McCullough                                                          | 80,79 m    | HUN Ákos Hudi                                                       | 78,37 m    | EGY Alaa El-Din El-Ashry                                                   | 76,66 m    |
| Arremesso de peso (6 kg) detalhes      | NZL Jacko Gill                                                                | 20,76 m    | SRB Božidar Antunović                                               | 20,20 m    | CHN Ding Yongheng                                                          | 20,14 m    |
| Lançamento de dardo detalhes           | GER Till Wöschler                                                             | 82,52 m    | JPN Genki Dean                                                      | 76,44 m    | RUS Dmitri Tarabin                                                         | 76,42 m    |
| Salto em altura detalhes               | QAT Mutaz Essa Barshim                                                        | 2,30 m     | USA David Smith                                                     | 2,24 m     | JPN Naoto Tobe                                                             | 2,21 m     |
| Salto com vara detalhes                | RUS Anton Ivakin                                                              | 5,50 m     | ITA Claudio Stecchi                                                 | 5,40 m     | GBR Andrew Sutcliffe                                                       | 5,35 m     |
| Salto em distância detalhes            | RSA Luvo Manyonga                                                             | 7,99 m     | ESP Eusebio Cáceres                                                 | 7,90 m     | CAN Taylor Stewart                                                         | 7,63 m     |
| Salto triplo detalhes                  | RUS Aleksey Fedorov                                                           | 16,68 m    | CUB Ernesto Revé                                                    | 16,47 m    | USA Omar Craddock                                                          | 16,23 m    |
| Decatlo júnior detalhes                | FRA Kevin Mayer                                                               | 7928 pts.  | RUS Ilya Shkurenev                                                  | 7830 pts.  | SWE Marcus Nilsson                                                         | 7751 pts.  |

### Feminino
| Evento                         | Ouro                                                                             | Ouro       | Prata                                                                                | Prata      | Bronze                                                                        | Bronze     |
| 100 m detalhes                 | GBR Jodie Williams                                                               | 11s40      | USA Takeia Pinckney                                                                  | 11s49      | NED Jamile Samuel                                                             | 11s56      |
| 200 m detalhes                 | USA Stormy Kendrick                                                              | 22s99      | GBR Jodie Williams                                                                   | 23s19      | NED Jamile Samuel                                                             | 23s27      |
| 400 m detalhes                 | BAH Shaunae Miller                                                               | 52s52      | NGA Margaret Etim                                                                    | 53s05      | ROU Bianca Razor                                                              | 53s17      |
| 800 m detalhes                 | ROU Elena Mirela Lavric                                                          | 2min01s85  | KEN Cherono Koech                                                                    | 2min02s29  | UGA Annet Negesa                                                              | 2min02s51  |
| 1500 m detalhes                | ETH Tizita Bogale                                                                | 4:08.06    | IRL Ciara Mageean                                                                    | 4:09.51    | KEN Nancy Chepkwemoi                                                          | 4:11.04    |
| 3000 m detalhes                | KEN Mercy Cherono                                                                | 8min55s07  | ETH Emebet Anteneh                                                                   | 8min55s24  | AZE Layes Abdullayeva                                                         | 8min55s33  |
| 5000 m detalhes                | ETH Genzebe Dibaba                                                               | 15min08s06 | KEN Mercy Cherono                                                                    | 15min09s19 | KEN Alice Aprot Nawowuna                                                      | 15min17s39 |
| 100 m com barreiras detalhes   | NOR Isabelle Pedersen                                                            | 13s30      | GER Jenna Pletsch                                                                    | 13s35      | GER Miriam Hehl                                                               | 13s46      |
| 400 m com barreiras detalhes   | BLR Katsiaryna Artyukh                                                           | 56.16      | RUS Vera Rudakova                                                                    | 57.16      | USA Evonne Britton                                                            | 57.32      |
| 3000 m com obstáculos detalhes | KEN Purity Cherotich Kirui                                                       | 9min36s34  | ETH Birtukan Adamu                                                                   | 9min43s23  | KEN Lucia Kamene Muangi                                                       | 9min43s71  |
| Revezamento 4x100 m detalhes   | USA Estados Unidos Stormy Kendrick Takeia Pinckney Dezerea Bryant Ashley Collier | 43.44      | GER Alemanha Nadja Bahl Leena Günther Tatjana Pinto Stefanie Pähler                  | 43.74      | NED Países Baixos Dafne Schippers Loreanne Kuhurima Eva Lubbers Jamile Samuel | 44.09      |
| Revezamento 4x400 m detalhes   | USA Estados Unidos Diamond Dixon Stacey-Ann Smith Laura Roesler Regina George    | 3:31.20    | NGR Nigéria Nkiruka Florence Uwakwe Bukola Abogunloko Chizoba Okodogbe Margaret Etim | 3:31.84    | JAM Jamaica Jody Ann Muir Janieve Russell Natoya Goule Chris-Ann Gordon       | 3:32.24    |
| Marcha atlética 10 km detalhes | RUS Elena Lashmanova                                                             | 44min11s90 | RUS Anna Lukyanova                                                                   | 44min17s98 | JPN Kumiko Okada                                                              | 45min56s15 |
| Lançamento de disco detalhes   | CUB Yaime Pérez                                                                  | 56,01 m    | USA Erin Pendleton                                                                   | 54,96 m    | UKR Yuliya Kurylo                                                             | 53,96 m    |
| Lançamento de martelo detalhes | GBR Sophie Hitchon                                                               | 66,01 m    | SLO Barbara Špiler                                                                   | 65,28 m    | CHN Li Zhang                                                                  | 63,96 m    |
| Lançamento de dardo detalhes   | FIN Sanni Utriainen                                                              | 56,69 m    | LAT Līna Mūze                                                                        | 56,64 m    | RSA Tazmin Brits                                                              | 54,55 m    |
| Arremesso de peso detalhes     | BRA Geisa Arcanjo                                                                | 17,02 m    | CHN Meng Qianqian                                                                    | 16,94 m    | CHN Cui Shuang                                                                | 16,13 m    |
| Salto em altura detalhes       | MNE Marija Vuković                                                               | 1,91 m     | LTU Airinė Palšytė                                                                   | 1,89 m     | ITA Elena Vallortigara                                                        | 1,89 m     |
| Salto com vara detalhes        | SWE Angelica Bengtsson                                                           | 4.25       | GER Victoria von Eynatten                                                            | 4.20       | GBR Holly Bleasdale                                                           | 4.15       |
| Salto em distância detalhes    | CUB Irisdaymi Herrera                                                            | 6,41 m     | CHN Wang Wupin                                                                       | 6,23 m     | UKR Marharyta Tverdohlib                                                      | 6,20 m     |
| Salto triplo detalhes          | CUB Dailenys Alcántara                                                           | 14,09 m    | GBR Laura Samuel                                                                     | 13,75 m    | CHN Deng Lina                                                                 | 13,72 m    |
| Heptatlo detalhes              | NED Dafne Schippers                                                              | 5967 pts.  | GER Sara Gambetta                                                                    | 5770 pts.  | ISL Helga Margrét Thorsteinsdóttir                                            | 5706 pts.  |

## Quadro de medalhas
País sede destacado.
| Ordem | País               | Medalha de ouro | Medalha de prata | Medalha de bronze |     |
| ----- | ------------------ | --------------- | ---------------- | ----------------- | --- |
| 1     | Quénia             | 7               | 4                | 4                 | 15  |
| 2     | Estados Unidos     | 6               | 5                | 4                 | 15  |
| 3     | Rússia             | 4               | 3                | 2                 | 9   |
| 4     | Cuba               | 3               | 1                |                   | 4   |
| 5     | Etiópia            | 2               | 3                |                   | 5   |
| 6     | Grã-Bretanha       | 2               | 2                | 4                 | 8   |
| 7     | França             | 2               |                  | 1                 | 3   |
| 8     | Alemanha           | 1               | 4                | 1                 | 6   |
| 9     | Japão              | 1               | 2                | 2                 | 5   |
| 10    | Jamaica            | 1               | 1                | 2                 | 4   |
| 11    | Roménia            | 1               | 1                | 1                 | 3   |
| 12    | Bielorrússia       | 1               | 1                |                   | 2   |
| 12    | Lituânia           | 1               | 1                |                   | 2   |
| 12    | Noruega            | 1               | 1                |                   | 2   |
| 15    | Países Baixos      | 1               |                  | 3                 | 4   |
| 16    | Catar              | 1               |                  | 1                 | 2   |
| 16    | África do Sul      | 1               |                  | 1                 | 2   |
| 16    | Suécia             | 1               |                  | 1                 | 2   |
| 16    | Trindade e Tobago  | 1               |                  | 1                 | 2   |
| 20    | Bahamas            | 1               |                  |                   | 1   |
| 20    | Brasil             | 1               |                  |                   | 1   |
| 20    | Finlândia          | 1               |                  |                   | 1   |
| 20    | Granada            | 1               |                  |                   | 1   |
| 20    | Montenegro         | 1               |                  |                   | 1   |
| 20    | Nova Zelândia      | 1               |                  |                   | 1   |
| 26    | China              |                 | 3                | 4                 | 7   |
| 27    | Nigéria            |                 | 3                |                   | 3   |
| 28    | Hungria            |                 | 2                |                   | 2   |
| 29    | Itália             |                 | 1                | 1                 | 2   |
| 30    | Argélia            |                 | 1                |                   | 1   |
| 30    | Letónia            |                 | 1                |                   | 1   |
| 30    | Sérvia             |                 | 1                |                   | 1   |
| 30    | Eslovénia          |                 | 1                |                   | 1   |
| 30    | Espanha            |                 | 1                |                   | 1   |
| 35    | Canadá             |                 |                  | 2                 | 2   |
| 35    | Uganda             |                 |                  | 2                 | 2   |
| 35    | Ucrânia            |                 |                  | 2                 | 2   |
| 38    | Austrália          |                 |                  | 1                 | 1   |
| 38    | Azerbaijão         |                 |                  | 1                 | 1   |
| 38    | Egito              |                 |                  | 1                 | 1   |
| 38    | Irlanda            |                 |                  | 1                 | 1   |
| 38    | Islândia           |                 |                  | 1                 | 1   |
| 38    | Marrocos           |                 |                  | 1                 | 1   |
| 38    | U.S. Ilhas Virgens |                 |                  | 1                 | 1   |
| TOTAL | TOTAL              | 44              | 44               | 44                | 132 |

Legenda
| Recorde mundial       | Recorde mundial (World record)               |                       | Recorde africano                      | Recorde africano (African) |                                           | Q | Classificado por posição (Qualified) |
| Recorde do campeonato | Recorde do campeonato (Championship record)  | Recorde da América    | Recorde da América (Americas)         | q                          | Classificado por melhor tempo (Qualified) |   |                                      |
| Melhor marca do ano   | Melhor marca do ano (World leading)          | Recorde asiático      | Recorde asiático (Asian)              | DNS                        | Não largou (Did not start)                |   |                                      |
| Recorde nacional      | Recorde nacional (National record)           | Recorde europeu       | Recorde europeu (European)            | DNF                        | Não terminou (Did not finish)             |   |                                      |
| Recorde pessoal       | Recorde pessoal do atleta (Personal best)    | Recorde da Oceania    | Recorde da Oceania (Oceania)          | DSQ / DQ                   | Desclassificado (Disqualified)            |   |                                      |
| Recorde da temporada  | Recorde da temporada do atleta (Season best) | Recorde sul-americano | Recorde sul-americano (South America) | NM                         | Sem marca (No mark)                       |   |                                      |